# Marea combinație

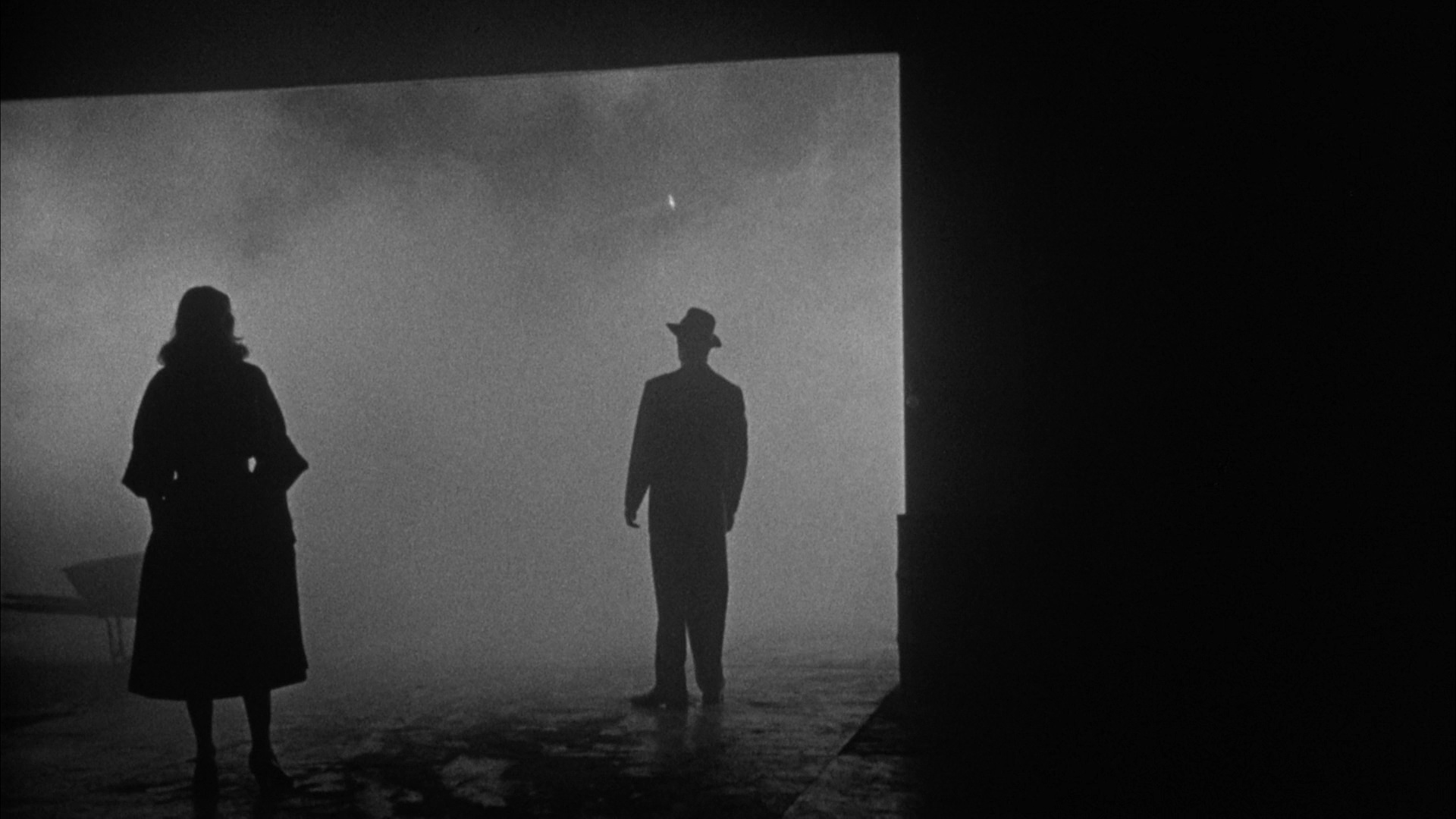

The Big Combo este un film noir american din 1955 regizat de Joseph H. Lewis. Rolurile principale sunt interpretate de actorii Conrel Wilde, Richard Conte și Jean Wallace.

## Distribuție
- Cornel Wilde — lt. Leonard Diamond
- Richard Conte — dl Brown
- Brian Donlevy — Joe McClure
- Jean Wallace — Susan Lowell
- Robert Middleton — căpitanul Peterson
- Lee Van Cleef — Fante
- Earl Holliman — Mingo
- Helen Walker — Alicia Brown
- Jay Adler — Sam Hill
- John Hoyt — Nils Dreyer
- Ted de Corsia — Bettini
- Helene Stanton — Rita